# Stóra Sandfell
Stóra Sandfell är en kulle i republiken Island. Den ligger i regionen Suðurland, 30 km sydost om huvudstaden Reykjavík. Toppen på Stóra Sandfell är 430 meter över havet, eller 104 meter över den omgivande terrängen. Bredden vid basen är 1,5 km.
Trakten runt Stóra Sandfell är nära nog obefolkad, med mindre än två invånare per kvadratkilometer. Närmaste större samhälle är Selfoss, omkring 20 kilometer öster om Stóra Sandfell. Trakten runt Stóra Sandfell består i huvudsak av gräsmarker.